# Halil Akbunar
Halil Akbunar (Turquía, 9 de noviembre de 1993) es un futbolista turco. Su posición es la de delantero y su club es el Eyüpspor de la Superliga de Turquía.

## Trayectoria

### Göztepe S. K.
El 6 de julio de 2021 se hizo oficial su renovación de contrato con el club hasta 2026.

### K. V. C. Westerlo
El 5 de julio de 2022 se hizo oficial su llegada al K. V. C. Westerlo firmando un contrato hasta 2023. Jugó su primer partido con el equipo el 28 de agosto ante el K. A. S. Eupen entrando de cambio al 68' por Lyle Foster, al final su equipo terminaría perdiendo por marcador de 0-1.

### Eyüpspor
El 10 de enero de 2023 se anunció su llegada al Eyüpspor firmado un contrato hasta 2026. A pesar de ello, en julio de ese mismo año se marchó al Pendikspor.

## Selección nacional
El 19 de marzo de 2021 fue convocado por primera vez a la selección de fútbol de Turquía de cara a los partidos clasificatorios para el Mundial de Catar 2022 ante Países Bajos, Noruega y Letonia. Debutó en el encuentro ante los noruegos al entrar en el tramo final del mismo por Burak Yılmaz.

#### Partidos internacionales
| #  | Fecha               | Estadio                                      | Local   | Rtdo. | Visitante  | Competición                | Sust. |
| -- | ------------------- | -------------------------------------------- | ------- | ----- | ---------- | -------------------------- | ----- |
| 1. | 27 de marzo de 2021 | Estadio La Rosaleda, Málaga, España          | Turquía | 0-3   | Noruega    | Clasificación Mundial 2022 | 86'   |
| 2. | 27 de mayo de 2021  | Estadio Bahçeşehir Okulları, Alanya, Turquía | Turquía | 2-1   | Azerbaiyán | Amistoso                   | 84'   |

## Estadísticas
Actualizado al último partido jugado el 3 de noviembre de 2024.
| Göztepe S. K. Turquía                                         | 2.ª           | 2011-12       | 12  | 2  | 0  | 0 | - | - | 12  | 2  |
| Göztepe S. K. Turquía                                         | 2.ª           | 2012-13       | 27  | 4  | 3  | 0 | - | - | 30  | 4  |
| Göztepe S. K. Turquía                                         | 3.ª           | 2013-14       | 30  | 3  | 0  | 0 | - | - | 30  | 3  |
| Göztepe S. K. Turquía                                         | 3.ª           | 2014-15       | 27  | 6  | 0  | 0 | - | - | 27  | 6  |
| Elazığspor S. K. Turquía                                      | 2.ª           | 2015-16       | 28  | 3  | 2  | 0 | - | - | 30  | 3  |
| Elazığspor S. K. Turquía                                      | Total club    | Total club    | 28  | 3  | 2  | 0 | 0 | 0 | 30  | 3  |
| Göztepe S. K. Turquía                                         | 2.ª           | 2016-17       | 35  | 7  | 1  | 0 | - | - | 36  | 7  |
| Göztepe S. K. Turquía                                         | 1.ª           | 2017-18       | 31  | 2  | 1  | 0 | - | - | 31  | 2  |
| Göztepe S. K. Turquía                                         | 1.ª           | 2018-19       | 28  | 3  | 6  | 1 | - | - | 34  | 4  |
| Göztepe S. K. Turquía                                         | 1.ª           | 2019-20       | 31  | 5  | 2  | 1 | - | - | 33  | 6  |
| Göztepe S. K. Turquía                                         | 1.ª           | 2020-21       | 40  | 9  | 2  | 1 | - | - | 42  | 10 |
| Göztepe S. K. Turquía                                         | 1.ª           | 2021-22       | 28  | 4  | 2  | 1 | - | - | 30  | 5  |
| Göztepe S. K. Turquía                                         | Total club    | Total club    | 289 | 45 | 17 | 4 | 0 | 0 | 306 | 49 |
| KVC Westerlo · Bélgica                                        | 1.ª           | 2022-23       | 13  | 2  | 1  | 1 | - | - | 14  | 3  |
| KVC Westerlo · Bélgica                                        | Total club    | Total club    | 13  | 2  | 1  | 1 | 0 | 0 | 14  | 3  |
| Eyüpspor Turquía                                              | 2.ª           | 2022-23       | 19  | 1  | -  | - | - | - | 19  | 1  |
| Eyüpspor Turquía                                              | 1.ª           | 2024-25       | 8   | 1  | -  | - | - | - | 8   | 1  |
| Eyüpspor Turquía                                              | Total club    | Total club    | 27  | 1  | 0  | 0 | 0 | 0 | 27  | 1  |
| Pendikspor Turquía                                            | 1.ª           | 2023-24       | 37  | 5  | -  | - | - | - | 37  | 5  |
| Pendikspor Turquía                                            | Total club    | Total club    | 37  | 5  | 0  | 0 | 0 | 0 | 37  | 5  |
| Total carrera                                                 | Total carrera | Total carrera | 394 | 57 | 20 | 5 | 0 | 0 | 414 | 62 |
| (1)Incluye datos de la Copa de Turquía (2)Incluye datos de la |               |               |     |    |    |   |   |   |     |    |